# 羽衣文具
羽衣文具株式会社（日语：／）是日本一家于2015年3月关闭的文具制造商，主要生产粉笔，1932年10月在名古屋建立，战后迁至春日井市。
其最知名的产品是羽衣粉笔（羽衣チョーク）。粉笔产品中的系列产品在日本国内外被看作顶级粉笔产品。2015年结业之后，其粉笔制造技术被转让给韩国的和日本的马印两家公司。

## 概况
1932年，牙医渡部四郎设立了日本粉笔制造所（日本チョーク製造所）；在二战中，其工厂毁于战火而休业。1947年，渡部四郎设立羽衣文具株式会社，重新开始粉笔制造。其主要产品为粉笔、石膏、滑石笔、黑板等，面向学校的粉笔曾是其主力产品，曾经年产4500万根，占日本国内的约30%份额。然而随着日本的少子化和文具的变革（白板、电子白板等的普及），市场需求减少，销量、收益随之低迷。由于业绩难以改善，公司负责人健康不佳以及缺乏继承者，羽衣文具宣布在2015年3月结业，在3月20日停止生产，3月31日停止销售。

## 粉笔产品
羽衣文具的主要产品为粉笔，粉笔产品分为Full Touch（高端产品）、New Poly Chalk（主成分硫酸钙）、Rain Chalk（防水）、荧光粉笔（便于区分颜色）。

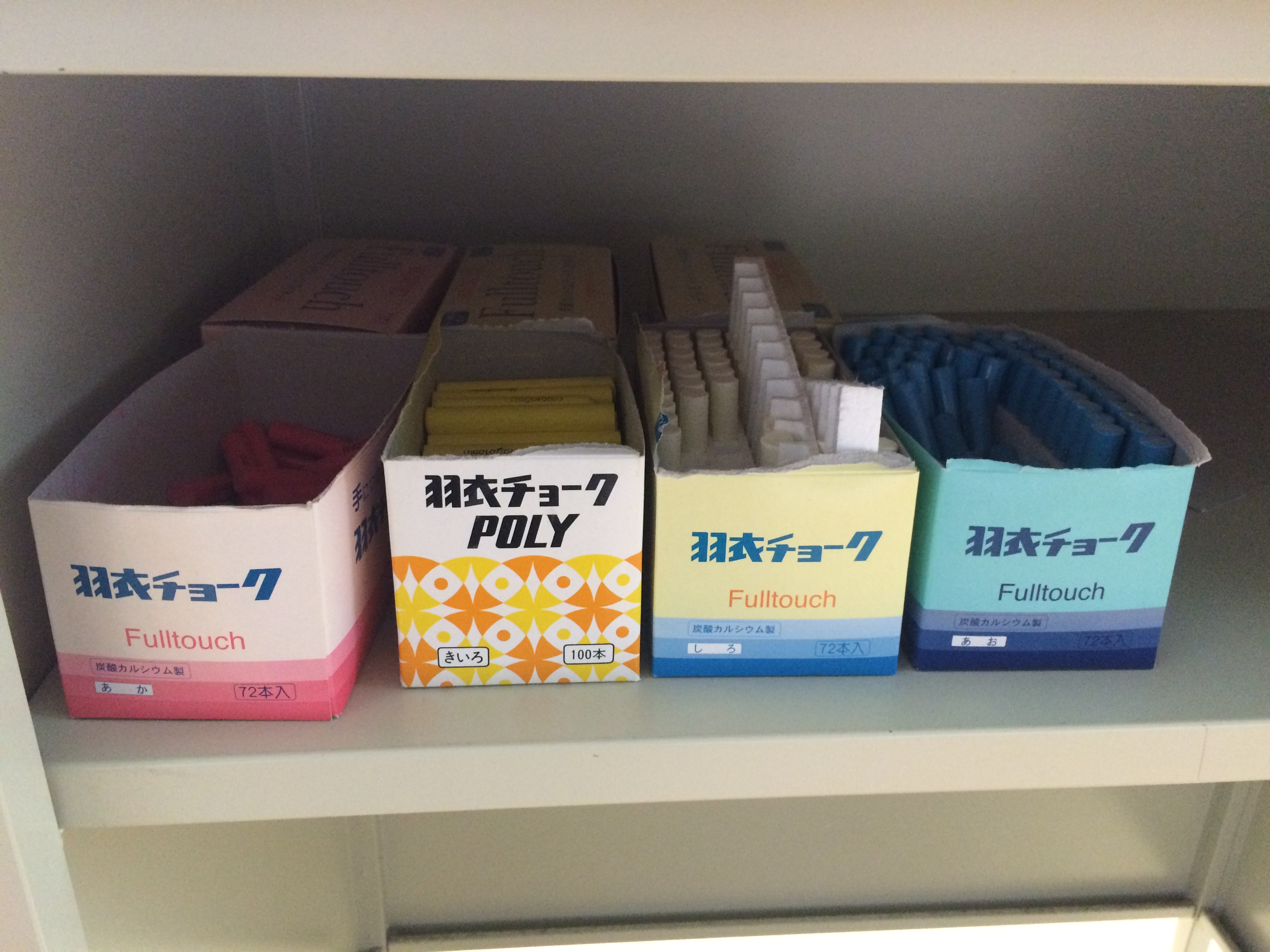
羽衣粉笔

Full Touch粉笔的主成分为碳酸钙，表面有树脂涂层。1969年发售以来，其品质受到日本国内的预备校和美国的数学家的高度认可，有“粉笔界的劳斯莱斯”之赞誉。
羽衣文具停業後，Full Touch 粉筆生產設備由韓國 Sejongmall 公司購入兩套設備與日本馬印公司購入一套並持續生產相關粉筆產品。2020年1月26日，日本馬印宣布停產DCチョークDX系列粉筆。